# Joana Batista Minks

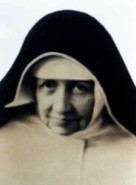
Madre Joana B. Minks.

Joana Batista Minks (Guntersdorf, 23 de fevereiro de 1856 - Araraquara,11 de novembro de 1945) foi uma religiosa austríaca que exerceu o final do seu ministério no Brasil.
Destacou-se por fundar a primeira comunidade da Congregação das Irmãs Franciscanas da Imaculada Conceição no Brasil, na cidade de Piracicaba, em 19 de março de 1922.

## Biografia
Filha de Antônio, professor, e de Francisca Minks, a sua família era de origem modesta, porém profundamente religiosa.
Com a saúde fragilizada, a recém-nascida foi cedo levada ao batismo. Ao voltar para casa, depois da cerimônia, a bebê, agasalhada em um espesso manto branco, escorregou despercebidamente do colo da sua madrinha, caindo em meio à neve . Assim que o seu desaparecimento foi notado, a família retornou para procurá-la, tendo-a achado coberta pela neve, mas ainda viva.
Aos cinco anos de idade, foi matriculada pelo pai na mesma escola em que ele lecionava. Desenvolveu-se vivaz e saudável, distinguindo-se pela sua rapidez de aprendizado e recebendo da família as virtudes que demonstraria por toda a sua vida. Pouco tempo depois o seu pai veio a falecer, deixando a esposa e sete filhos pequenos numa difícil situação financeira.
Em 30 de Julho de 1867, a jovem dirigiu-se a Graz, onde ingressou na "Congregação das Irmãs das Escolas" (hoje Irmãs Franciscanas da Imaculada Conceição), sendo recebida por Madre Catarina Luegger.
Em 30 de Setembro de 1875 ingressou no Noviciado, tendo recebido o nome de "Irmã Joana Batista".
Esteve à frente da Congregação, como Superiora Geral de 1909 a 1921. Durante este período, conduziu a Congregação com verdadeiro espírito franciscano, atravassando dificuldades, nomeadamente durante a Primeira Guerra Mundial. Ao término de seu mandato colocou-se à disposição da Congregação e da Igreja.
Durante o Capítulo Geral de 1921, o padre Estêvão Heigenhauser, Redentorista que missionava no Brasil, desejou conhecer o trabalho das Irmãs das Escolas. Durante uma conversa, falou-lhes sobre o trabalho missionário neste país, reavivando em Madre Joana Batista o ideal missionário que sempre cultivara interiormente.
Em Janeiro de 1922, Lídia de Resende, filha dos Barões de Resende, em viagem pela Europa, conheceu as Escolas de Serviços Domésticos e desejou introduzí-las no Brasil. Ao conversar com o padre Estêvão, teve conhecimento do desejo de Madre Joana Batista, então com 66 anos idade, em vir para o país em missão.
Desse modo, a 16 de Janeiro de 1922, o navio Polônio, vindo de Hamburgo, na Alemanha, aportava em Santos, trazendo a bordo Madre Joana Batista e as suas companheiras.
Ao chegar a Piracicaba, instalaram-se em uma casa doada por Lídia de Resende onde, a 19 de Março daquele mesmo ano, davam início às obras da Congregação em terras brasileiras, inaugurando o Instituto Baronesa de Rezende, em homenagem a Ana de Resende, mãe de Lídia.